# タイセイヨウマサバ
タイセイヨウマサバ（Atlantic chub mackerel、Scomber colias）はスズキ目・サバ科に分類される魚の一種。大西洋と地中海、黒海に生息する。過去にはマサバの亜種(chub mackerel Scomber japonicus colias.)と考えられていた。
広く生息し、IUCNではLCで分類される。

## 特徴
尾がたくさん割れた長い流線形のサバで、非常に小さな鱗を持っている。第1背鰭は９つまたは、とおの棘刺がある。体は灰色をしていて、体の中間にジグザグ線が存在する。